# Писма до седемте църкви
Писма до седемте църкви, също известен като Седемте църкви от Азия или Седемте църкви от Апокалипсиса e библейският текст от Откровение на Йоан, който е продиктуван на Йоан от Исус Христос като обръщение към ангелите на различни ранно-християнски общини. Тези седем писма са част от Откровението на Йоан и се намират в глави 2 и 3.

## Послание
Писма до седемте църкви са част от началото на Откровение като текст откриващ пророчество за бъдещи събития, отнасящи се до Земята, Християнската вяра и т.н. В този текст Бог се обръща към ангелите, които към момента на изпълняването на пророчеството са отговарящи за църквите, за тяхно наставление и ръководство.
Във вестите към 7-те църкви се открива нещо подобно на завета, който Бог дава чрез Моисей, описан в книгата Второзаконие и по-специално – благословението на завета. В писмата се разбира, че Господ знае и е наясно с делата на ангелите.
- Към Ефес – Похвала за търпението и неуморната преданост към Христос, но упрек, че изоставя първата си любов, и наставление да се покае и върши предишните дела, като за награда ще получи плод на дървото на живота (Откровение 2:2 – 5, 2:7).

- Към Смирна – Разбиране за тъгата и бедността, заедно с в същото време богатство (може да бъде в буквален или преносен смисъл), наставление да бъде вярна до смърт като за награда ще получи венеца на живота, наставление, че който победи няма да бъде поразен от втората смърт (Откровение 2:9 – 11).

- Към Пергам – Похвала за придържането към вярата, упрек за участие в църквата на такива, които се придържат към „учението на Валаам“ (Валаам в християнската теология е наричан „учител в съгрешаването“ и неговото учение наричано най-позорно, историята е разказана в Числа 22 – 24, 25, 31.) и които ядат идоложертвено и блудстват. Предупреждение за покаяние на ангела на пергамската църква, защото в противен случай Бог ще воюва „против тях с меча, който излиза от устата“ Му или това е Божието слово (Откровение 2:13 – 16). Като в награда обещава: „На този, който победи, ще дам от скритата манна; ще му дам и бяло камъче и на камъчето – написано ново име, което никой не знае освен онзи, който го получава.“ (Откровение 2:17)

- Към Тиатир – Похвала за делата и любовта, вярата, служенето и търпението, и че последните дела са повече от първите (Откровение 2:19). Упрек за търпимостта към лъжепророчицата Йезавел, която Бог ще накаже. Предупреждение за голяма скръб за онези, които прелюбодействат с нея. Обръщение към вярващите в Тиатир да се придържат към даденото. Обещание за власт над народите на този, който победи и който се пази докрай да са чисти неговите дела. Обещание да му даде звездата Зорница (Откровение 2:28).

- Към Сарди – Бог казва за него „За теб говорят, че си жив, но в действителност си мъртъв.“, наставлява го да се събуди и укрепи живите, понеже има опасност да умрат, тъй като делата на ангела от Сарди не са достатъчно добри (Откровение 3:1 – 2). Изисква от него да се покае. Тези в Сарди, които не са се опетнили ще носят бели дрехи (Откровение 3:5). Който победи ще носи бели дрехи и името му ще остане записано в книгата на живота.

- Към Филаделфия – Похвала, че запазва учението (Откровение 3:8). Филаделфийската църква ще бъде опазена от изпитанието на света, което идва (Откровение 3:10). Съвет да се придържа към даденото.

- Към Лаодикия – Упрек, че не е нито горещ, нито студен, а „хладък“, упрек към високомерието и самодоволството му, че е успял да е богат и т.н., докато всъщност, казва Бог, той е беден – „окаян, нещастен, сиромах, сляп и гол“ (Откровение 3:17), съветът е следният:

„то съветвам те да купиш от Мене злато, пречистено с огън, за да се обогатиш, и бели дрехи, за да се облечеш и да не станат явни срамотите на твоята голота, и очна мас, за да намажеш очите си, за да виждаш.“ (Откровение 2:18)
И финални думи
Тази финална част на писмата е в действителност част от думите към Лаодикия, но може да се приеме, че има отношение към целия предходен библейски текст на обръщението към седемте църкви.
И уточнение:
„Онези, които обичам, Аз ги изобличавам и наказвам; затова бъди ревностен да се покаеш.“ (Откровение 3:19)
„Ето, стоя на вратата и хлопам; ако някой чуе гласа Ми и отвори вратата, ще вляза при него и ще вечерям с него, и той с Мене.“ (Откровение 3:20)
Финалната част на обръщението към Лаодикия, както и на всяко от другите писма е „Който има ухо, нека слуша какво говори Духът към църквите.“

## География
Всички тези църковни общини се намират в римската провинция Азия, в територията на днешна Турция.
Седемте църкви са:
- Ефес
- Смирна
- Пергамум
- Тиатира днес Акхисар
- Сарди (езеро Сарди)
- Филаделфия
- Лаодикея близо до Денизли